# Distretto di Macossa
Il distretto di Macossa è un distretto del Mozambico, facente parte della Provincia di Manica.

## Suddivisioni amministrative
Il distretto è suddiviso in tre sottodistretti amministrativi (posti amministrativi):
- Macossa
- Nguawala
- Nhamangua